# Mes chers amis
Pour les articles homonymes, voir My Friends.
Série
Mes chers amis 2
(1982)
Pour plus de détails, voir Fiche technique et Distribution.
Mes chers amis (Amici miei) est un film italien réalisé par Mario Monicelli en 1975.
Le projet du film appartenait à Pietro Germi qui, étant malade, ne put le réaliser et mourut en 1974. Le générique du film veut lui rendre hommage en indiquant « un film di Pietro Germi », suivi par « regia di Mario Monicelli » (« un film de Pietro Germi », suivi par « réalisation de Mario Monicelli »). Il s'agit d'une émouvante farce, qui reste comme un des plus gros succès du cinéma italien avec plus de 10 millions de spectateurs.
Le film a connu deux suites - l'une réalisée par Mario Monicelli en 1982 et l'autre en  1985 par Nanni Loy - et une préquelle en 2011, Amici miei - Come tutto ebbe inizio.

## Synopsis
Mes chers amis raconte l'histoire de cinq quadragénaires italiens qui ont cessé de grandir à l'âge de dix ans. Ces cinq amis, un journaliste (joué par Philippe Noiret), un chirurgien (Adolfo Celi), un noble ruiné (Ugo Tognazzi), un patron de café (Duilio Del Prete) et un architecte (Gastone Moschin), s'amusent comme des gamins à faire les quatre cents coups, tout n'étant pour eux que prétexte à rire, à l'intérieur et aux alentours de Florence.

## Fiche technique
- Titre : Amici miei
- Réalisation : Mario Monicelli, assisté de Carlo Vanzina et Mario Garriba
- Scénario : Leonardo Benvenuti et Piero De Bernardi
- Musique : Carlo Rustichelli
- Chef-opérateur : Luigi Kuveiller
- Montage : Ruggero Mastroianni
- Durée : 140 min (version DVD : 109 min, en France, lorsque le film fut diffusé pour la première fois à la télé dans les années 1970, il durait 105 min)
- Tourné en Technicolor
- Lieux de tournage : Florence, Viterbe (Italie)
- Genre : comédie
- Pays :  Italie
- Date de sortie en salles :
  - Italie : 15 août 1975
  - France : 18 août 1976

## Distribution
- Philippe Noiret : Giorgio Perozzi
- Ugo Tognazzi : Lello Mascetti
- Gastone Moschin : Rambaldo Melandri
- Duilio Del Prete : Guido Necchi
- Adolfo Celi : le professeur Alfeo Sassaroli
- Bernard Blier : Niccolò Righi
- Olga Karlatos : Donatella Sassaroli
- Franca Tamantini : Carmen, la femme de Necchi
- Milena Vukotic : Alice, l'épouse de Mascetti
- Silvia Dionisio : la Titti
- Maurizio Scattorin : Luciano, le fils de Perozzi
- Angela Goodwin : Nora, l'épouse de Perozzi
- Edda Ferroano
- Marisa Traversi
- Mauro Vestri

## Voix françaises
- Francis Lax : le curé du village à démolir
- Philippe Clay : Lello Mascetti